# أنتوني لان
أنتوني لان (بالإنجليزية: Anthony Lane)‏ هو صحفي وناقد سينمائي بريطاني، ولد في 1962 في إنجلترا في المملكة المتحدة.

## وصلات خارجية
- أنتوني لان على موقع ميتاكريتيك (الإنجليزية)
- أنتوني لان على موقع روتن توميتوز (الإنجليزية)